# Cmentarz żydowski w Bisztynku
Cmentarz żydowski w Bisztynku – kirkut w Bisztynku powstał w 1821 roku. Zdewastowany został w czasie II wojny światowej. Obecnie nie ma na nim żadnych nagrobków. Nekropolia zajmuje powierzchnię 0,10 ha.
Znajdował się ok. 0,5 km od centrum, niedaleko drogi wiodącej do Reszla (obecnej ul. Słonecznej). Wyznaczono prostokątną działkę cmentarną na stoku wzgórza (do końca XIX w.), później pochówki skoncentrowano na obsadzonym drzewami szczycie pagórka, na planie lekko owalnym. Cmentarz ogrodzony był drewnianym płotem. 
Mimo prześladowań ze strony nazistów, podczas „nocy kryształowej” kirkut nie został zniszczony. Dopiero w 1942 roku władze oficjalnie go zamknęły. 
W wyniku dewastacji do dziś nie zachowały się żadne naziemne ślady nagrobków. W momencie jego tworzenia było to miejsce poza miastem. Na samym cmentarzu wyznaczano osobne kwatery dla kobiet i dla mężczyzn.